# Mammillaria melaleuca
Mammillaria melaleuca är en kaktusväxtart som beskrevs av Wilhelm Friedrich von Karwinsky von Karwin och Salm-dyck. Mammillaria melaleuca ingår i släktet Mammillaria och familjen kaktusväxter. Inga underarter finns listade i Catalogue of Life.

## Bildgalleri

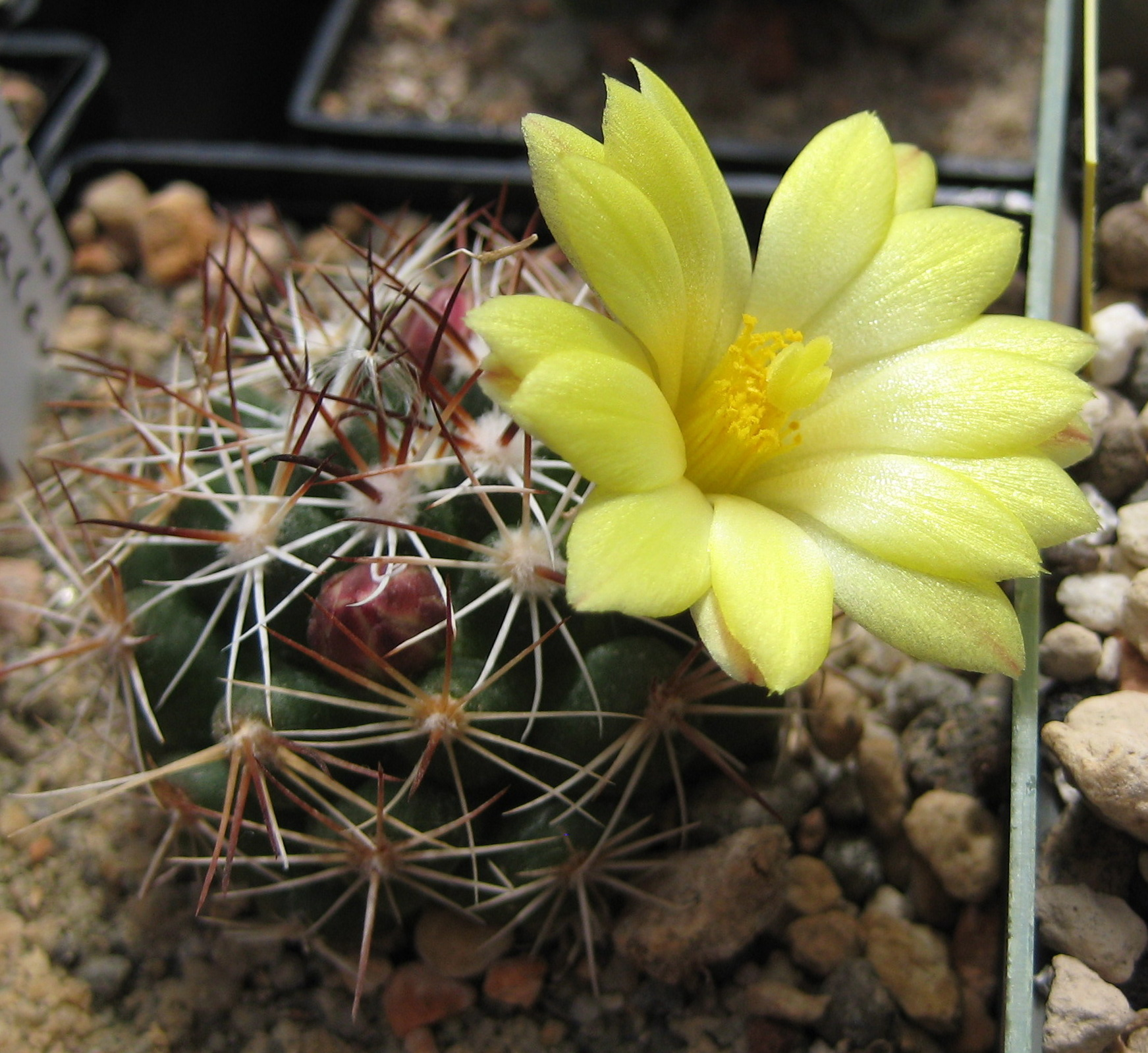
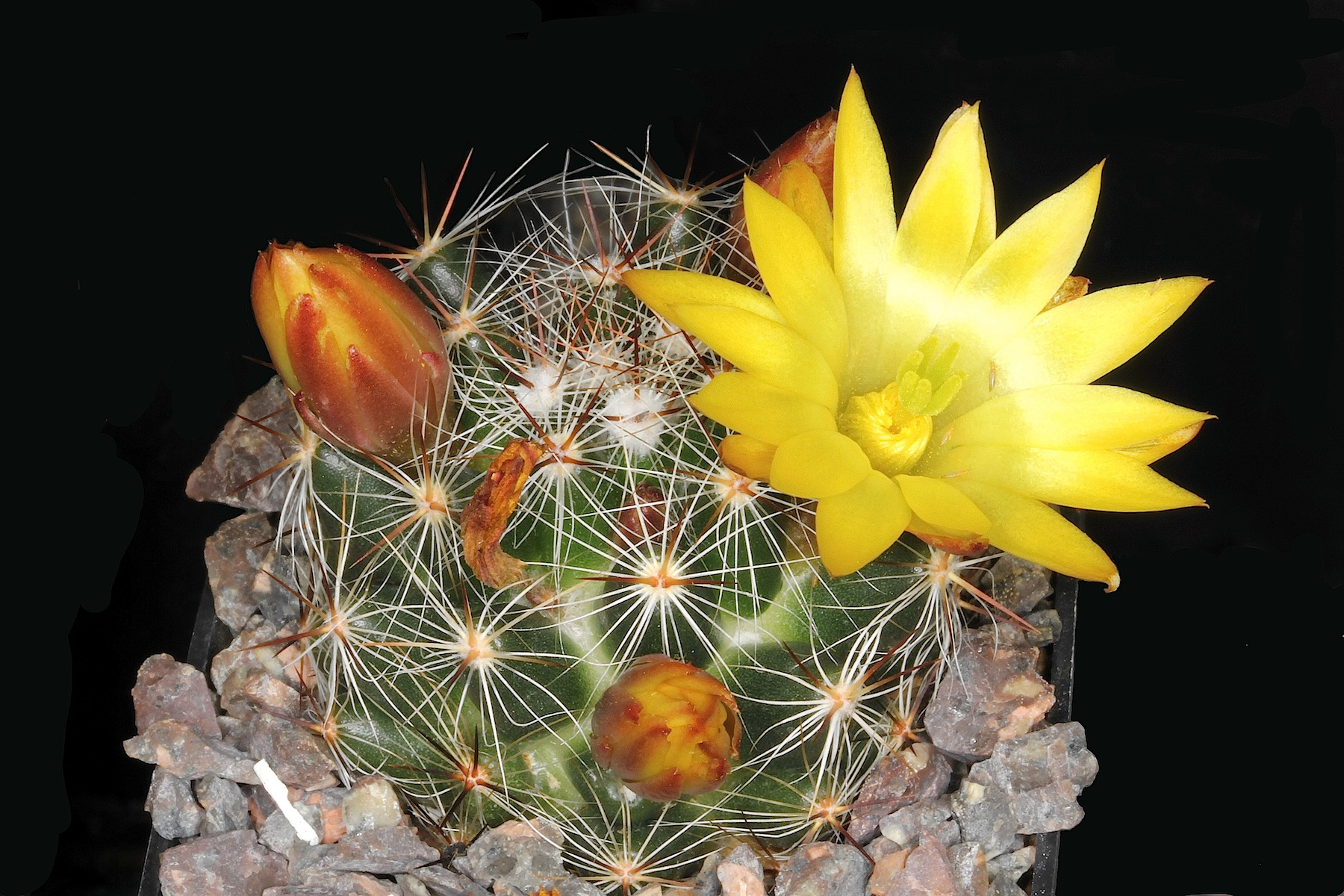